# Водопад (альбом)
Водопад — десятый студийный альбом Григория Лепса, вышедший в свет в 2009 году. Переиздан в апреле 2010 года с включением песен «Новый год» и «Песня Императора».

## Список композиций
1. «Водопад» — А. Текутов/А. Текутов, С. Калмыков (4:13)
2. «Бессонница» — А. Козачук (4:13)
3. «Лодка» — Е. Жиляев (3:43)
4. «Чёрный снегопад» — А. Мисин/С. Осиашвили (4:06)
5. «Что может человек» — Г. Лепс/К. Арсенев (7:06)
6. «Беги по небу» — М. Фадеев (4:31)
7. «Свои» (сольно) — И. Матвиенко/Маха (5:46)
8. «Слова» — А. Мисин/К. Кавалерян (4:04)
9. «Берега» — Е. Поздняков (4:08)
10. «Новый год» — А. Бадажков (5:01)*
11. «Ты опоздала» — В. Лосев/АлеVтина (3:20)
12. «Уходи красиво» — Bryn Cristopher, Jaz Rogers/К. Арсенев (3:55)
13. «Я тебя не люблю» — В. Дробыш/К. Арсенев (3:16)
14. «Озеро надежды» — И. Николаев (3:43)
15. «Я тебе не верю» (дуэт с Ириной Аллегровой) — В. Дробыш/Е. Стюф (4:06)
16. «Она не твоя» (дуэт со Стасом Пьехой) — В. Дробыш/К. Арсенев, В. Дробыш (3:43)
17. «Свои» (дуэт с группой «Любэ») — И. Матвиенко/Маха (4:02)
18. «Песня Императора» — М. Фадеев/А. Подгорный, Д. Алешина (3:41)*

(*) добавочные композиции с переиздания 2010 года

### Бонус DVD
- Режиссёр Александр Солоха

1. «Я тебе не верю»
2. «Бессонница»
3. «Она не твоя»
4. «Уходи красиво» (в первом издании)
5. «Что может человек»

## Рецензии
По части искреннего, рвущего публику в куски желания высказаться, поделиться болью Григорий Лепс гораздо ближе к Юрию Шевчуку, чем к Михаилу Кругу. А песня «Что может человек» — это натуральный рок-гимн, полный вечных вопросов. Хит без припева. Его "Ziggy Stardust", его "November Rain". Если б он заявился с этой песней на «Наше радио» году в 1999-м, без всего этого шансонного бэкграунда, его ждали бы там с раскрытыми объятиями. Да и сейчас такие бы там не помешали.
 — пишет Борис Барабанов в газете Коммерсантъ.

## Коммерческий успех альбома
Альбом возглавлял российский чарт несколько месяцев, и получил платиновый статус. За 2010 года было продано 41159 копий альбома, что позволило ему стать вторым в итоговом чарте.

## Интересные факты
«Песня Императора», вошедшая в переиздание, была написана в 2009 году для мультфильма «Наша Маша и волшебный орех», однако в мультфильме она прозвучала в исполнении Стаса Пьехи.